# Siglo XIX

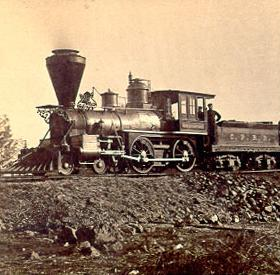
La locomotora de vapor, uno de los inventos más representativos del.

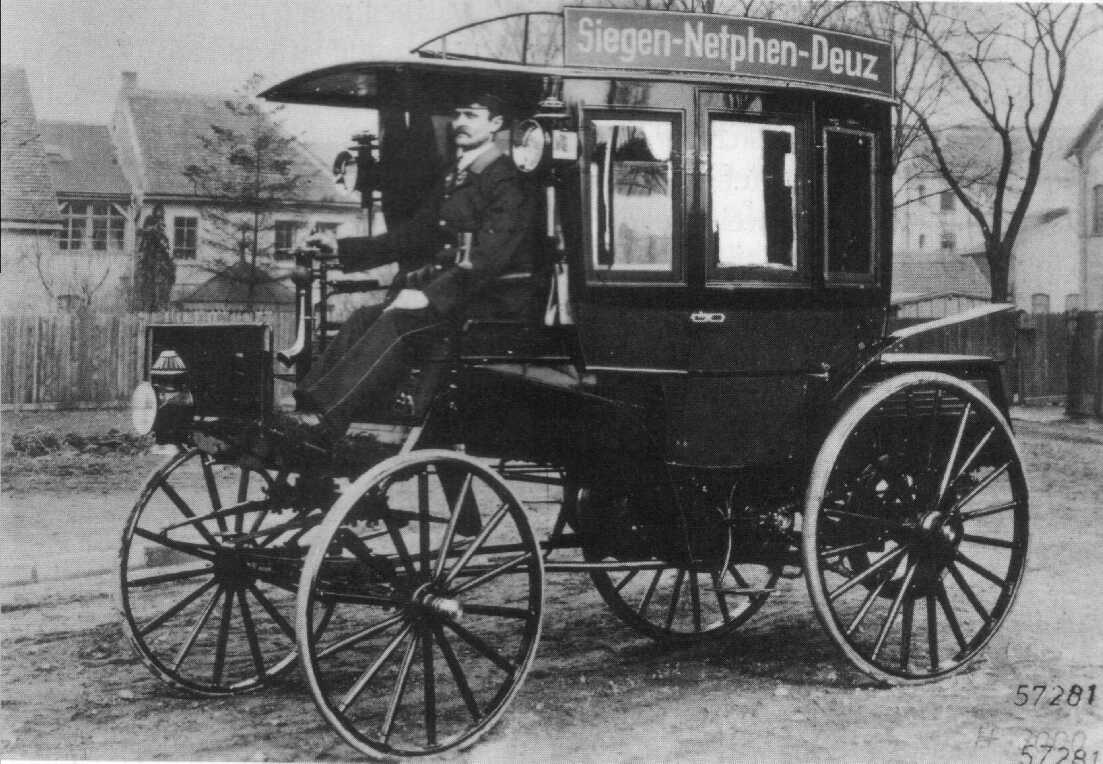
El primer motor de gasolina, uno de los inventos de la Segunda Revolución Industrial.

El siglo XIX d. C. (siglo diecinueve después de Cristo) o siglo XIX e. c. (siglo diecinueve de la era común) fue el noveno siglo del II milenio en el calendario gregoriano. Comenzó el 1 de enero de 1801 y terminó el 31 de diciembre de 1900. Es llamado el «siglo de la industrialización».
La característica fundamental de este siglo es la de ser un periodo de grandes cambios. La ciencia y la economía se retroalimentarían, el término ‘científico’, acuñado en 1833 por William Whewell, sería parte fundamental del lenguaje de la época; la economía sufriría dos fuertes revoluciones industriales, la primera acaecida entre 1750 y 1840, y la segunda entre 1880 y 1914. En política, las nuevas ideas del anterior siglo sentarían las bases para las revoluciones burguesas, revoluciones que se explayarían por el mundo mediante el imperialismo y buscaría alianza con el movimiento obrero, al que le cederían el sufragio universal. En filosofía, surgirían los principios de la mayor parte de las corrientes de pensamiento contemporáneas, corrientes como el positivismo, el idealismo absoluto, el materialismo dialéctico, el nihilismo y el nacionalismo; el arte demoraría en iniciar el proceso de vanguardia, pero quedaría cimentado en movimientos como el impresionismo. A finales de este siglo surgieron la cinematografía y la animación, gracias a los grandes avances tecnológicos de la época.

## Ciencia

### Medicina

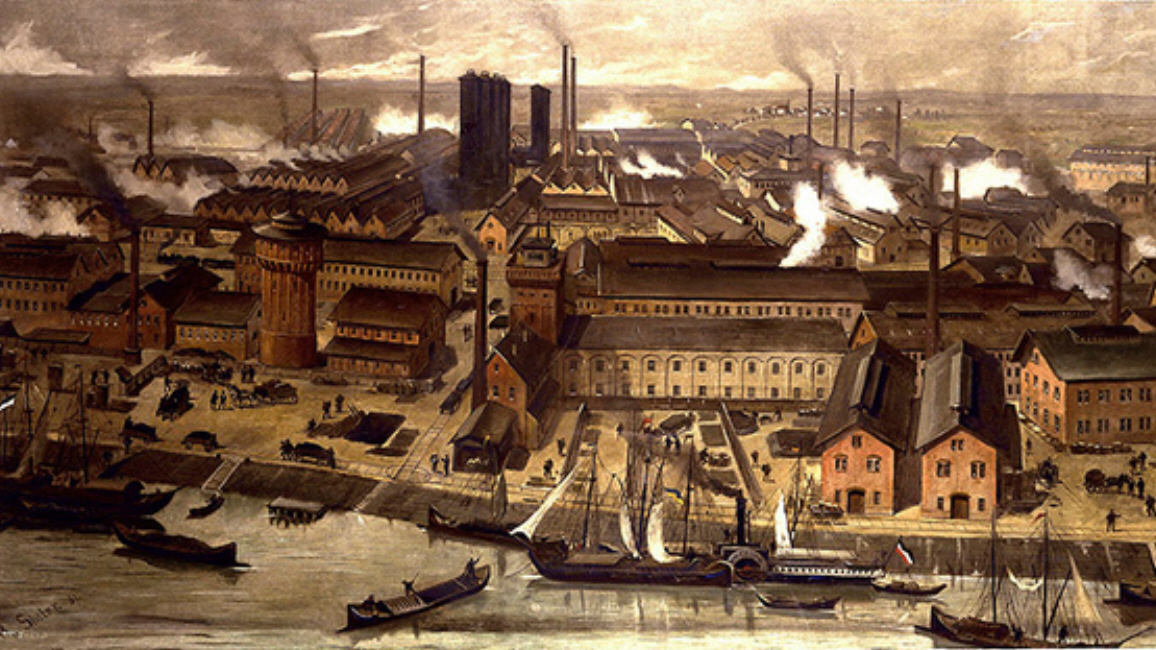
Industria química BASF en Ludwigshafen, Alemania, 1881. Las fábricas fueron una edificación fundamental para el desarrollo de la Revolución Industrial.

El desarrollo de la medicina tiene relación directa con los fenómenos migratorios, los hacinamientos en las ciudades y las precarias condiciones de vida de la clase trabajadora desde la Revolución Industrial, enfermedades infecciosas (sífilis, tuberculosis) o relacionadas con la mala alimentación (pelagra, raquitismo, escorbuto). Dichas problemáticas son cruciales para entender el origen de la medicina social de Rudolf Virchow y el nacimiento del sistema de salud pública de Edwin Chadwick, que darían lugar a la actual medicina preventiva. La misma Revolución Industrial, con el agregado de las numerosas guerras y revoluciones, generarían un desarrollo científico generalizado que contribuiría en la instauración de condiciones técnicas para el triunfo de la asepsia, de la anestesia y la cirugía.
Las revoluciones burguesas, promotoras de ciudadanos librepensadores, construyen a una nueva medicina científica y empírica, desligada de lo místico y artesanal. Se culmina con la opresión de los viejos cánones éticos del absolutismo y el catolicismo, instaurando nuevos cánones, nuevos calendarios. El siglo XIX verá nacer la medicina experimental de Claude Bernard, la teoría de Omnis cellula e cellula de Rudolf Virchow, la teoría microbiana de la enfermedad, la teoría de la evolución de las especies de Charles Darwin, y la genética de Gregor Mendel.
Al identificarse a los microorganismos como causantes de numerosas enfermedades, la medicina avanzó enormemente, de una forma mucho más rápida que en cualquier otra época anterior de la historia. Al conocerse esto, empezaron a emplearse métodos como los antibióticos, la esterilización, además empezó a haber un aumento considerable de la higiene, siendo la promotora de esto la enfermera Florence Nightingale. Todos estos avances lograron que la esperanza de vida, que era de tan solo 30-40 años a inicios del siglo XIX, aumentara a 50-60 años a inicios del siglo XX, siendo un avance tan rápido y eficaz nunca antes logrado en la historia de la medicina.

### Historiografía
El siglo XIX se caracteriza por romper definitivamente con la fusión que la historia había tenido con la literatura. Leopold von Ranke se compromete con una historia crítica y escéptica. Se deja influir por las corrientes filosóficas predominantes del momento, tales como el liberalismo y el nacionalismo llegando a caer incluso en el etnocentrismo, racismo y particularmente en el eurocentrismo. Las reflexiones sobre la sociedad de Saint-Simon producen dos tendencias que modificarían las tendencias historiográficas: El positivismo y el materialismo histórico, también influido por la dialéctica hegeliana. Ambas entienden que el comportamiento de la historia se encuentra sometido a leyes. La primera concibe el desarrollo de la historia como procesos ordenados, la segunda lo concibe como resultado de los conflictos entre los estratos sociales.

## Política

### Europa

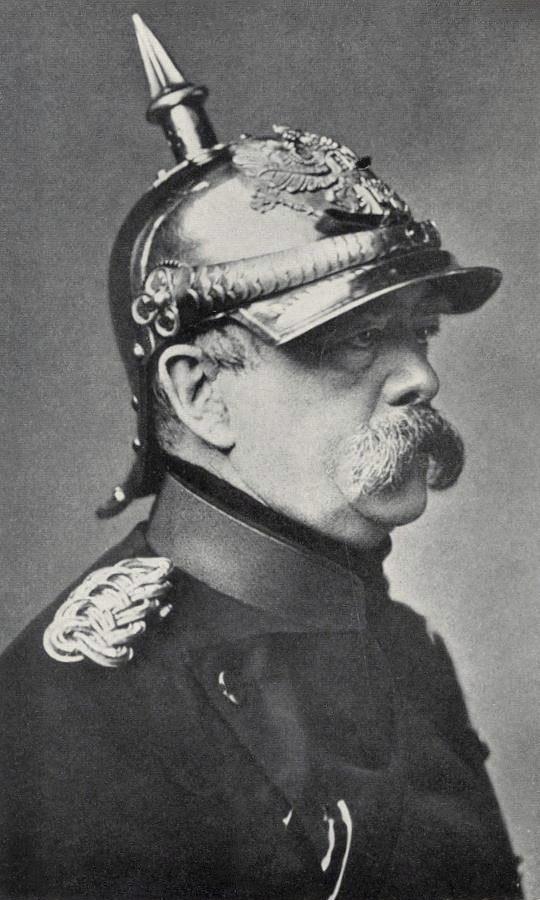
Otto von Bismarck.

En Europa el siglo XIX se caracterizó por el nacimiento de las democracias censitarias y el ocaso de las monarquías absolutas. La Revolución francesa y la posterior era napoleónica ayudarían a expandir las ideas republicanas y liberales. Los monarcas, en el caso de sobrevivir, se convertirían en déspotas ilustrados que actuaban permisivamente con la clase dominante. Surgiría la idea de izquierda y derecha a partir de la Revolución francesa. Los políticos se identificarían en Jean-Paul Marat y Maximilien Robespierre, o en el conde de Mirabeau y el marqués de La Fayette. El transitorio ocaso de las revoluciones en pro de la restauración de las monarquías solo lograría potenciarlas en oleadas revolucionarias más radicales como las de 1848, hasta el desarrollo de las ideologías sociales y el movimiento obrero, que culminaría en el triunfo de la Revolución rusa en 1917.

### América Latina
La emancipación de América Latina dio comienzo en este siglo. Los levantamientos indígenas en nombre de Túpac Amaru y de los comuneros de Asunción serían antecedentes de una identidad naciente. Identidad que nacería y sería defendida por los grandes próceres latinoamericanos, promotores de la idea de una nación latinoamericana: Francisco de Miranda, José María Morelos, José Miguel Carrera, Bernardo O'Higgins, José Joaquín de Olmedo, Francisco de Paula Santander, Camilo Torres, Antonio Nariño, Antonio José de Sucre, Simón Bolívar, José de San Martín, Mariano Moreno, Manuel Belgrano, José Gervasio Artigas y Juan Pablo Duarte. Su revolución, constituida en el marco de las revoluciones burguesas, sería estrictamente latinoamericana. Sus revoluciones fracasarían en buena medida a causa de caudillismos, intereses de las burguesías locales y coimas de las potencias europeas, pero cada uno de ellos sería convertido, a menudo por quienes los traicionaron, en una leyenda. Las fronteras americanas variaron notablemente en todo el siglo y los gobiernos tomarían una estructura bipartidista en donde pululaban los golpes de Estado y los fraudes electorales.

### Imperialismo
África sería objeto de abierto uso y abuso por parte de los imperios europeos. Cecil Rhodes sería una figura fundamental en el desarrollo del imperialismo británico. También surgiría lentamente el imperialismo estadounidense a partir de una aparentemente inocente Doctrina Monroe. Dicho siglo anunciaría la decadencia Imperio otomano que acaecería con la Primera Guerra Mundial. Las guerras del Opio humillarían al histórico Imperio chino en sus tratados desiguales y culminarían con la caída de la dinastía Qing en 1911.

## Arte

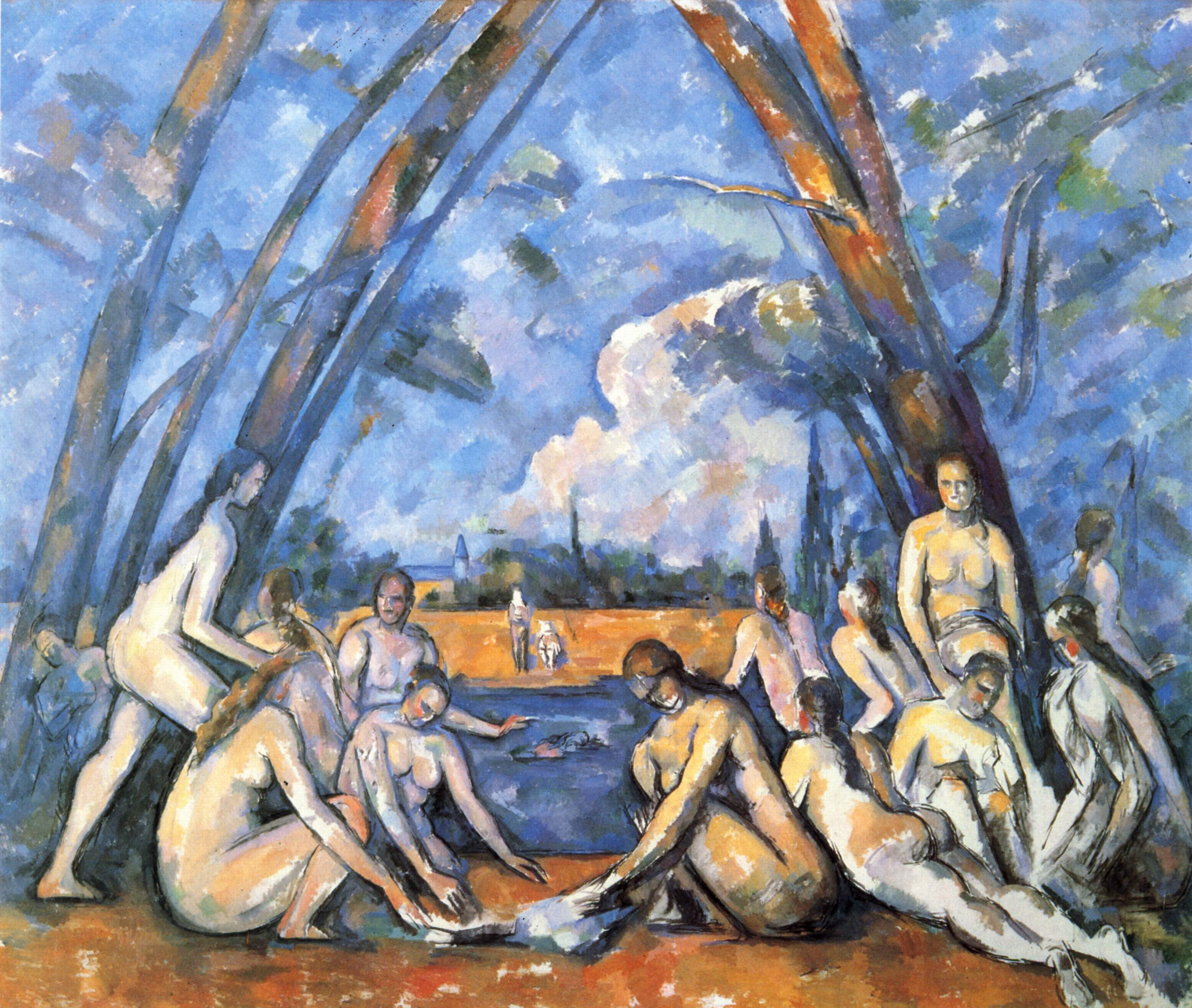
Les Grandes Baigneuses, pintado por Paul Cézane.

El historicismo marca a la nueva arquitectura, que se deja influir por la añoranza al pasado, que encuentra su originalidad en el estudio del pasado origen. Concentraba todos sus esfuerzos en recuperar la arquitectura de tiempos pasados. Al neoclasicismo del pasado siglo le continuó el neogótico, asociada a los ideales románticos nacionalistas. La arquitectura ecléctica, hace evolucionar a la historicista, combinando variedad de estilos arquitectónicos en una nueva estructura.
El movimiento Arts and Crafts contempló la idea de aprovechar el desarrollo industrial y tecnológico, viendo en el artesano una figura destacable. Con la disolución de sus ideales y la dispersión de sus defensores, las ideas del movimiento evolucionaron, en el contexto francés, hacia la estética del Art Nouveau, considerado el último estilo del siglo XIX y el primero del siglo XX.
El romanticismo del siglo XIX fue la antítesis del neoclasicismo. La moderación, el racionalismo, la pública inmoralidad serán tajantemente reemplazados por el exceso, el sentimentalismo, la búsqueda de crear una moralidad cada vez más inalcanzable. Los ideales cimentados por Rousseau, el precursor ideológico del romanticismo, culminarán en la Revolución francesa, que sería el punto de partida para la creación de una nueva época. La revolución será constantemente evocada a lo largo del siglo, junto con ideales como la libertad, la independencia y el nacionalismo, en ese entonces perteneciente a la izquierda política. Los pilares son el individualismo burgués, que quedaría plasmado en el subjetivismo literario; la evasión de la realidad, en pro de la creación de una nueva sociedad mejorada; la exaltación de la naturaleza, en la cual suponían que el hombre estuvo exento de dramas y dificultades.
Hacia el posromanticismo se gestaría la idea de que la belleza del arte se encuentra en el arte mismo: El arte por el arte. Varias corrientes se consideran postrománticas: El parnasianismo, se caracterizaría por su ruptura con el subjetivismo y con el exceso de sentimentalismo; el simbolismo según definió el propio Jean Moréas es Enemigo de la enseñanza, la declamación, la falsa sensibilidad, la descripción objetiva», se encuentra impregnada de intenciones metafísicas, misterio y misticismo; el decadentismo surge por el acto de potenciar a Baudelaire, que buscaba la belleza en lo repugnante.
Otra alternativa al romanticismo fue el realismo, inspirado en los efectos sociales del nuevo capitalismo. Es habitual el uso de la sátira, la denuncia, las temáticas de enfermedad, suciedad, locura, pobreza, vicios y prostitución. El realismo se potenciaría en el naturalismo, más influenciado por el materialismo, el positivismo o el determinismo.
La pintura del siglo XIX no estuvo exonerada del quiebre histórico con su historia. Tampoco lo estuvo de la multitud de corrientes de filosofía del arte. También se dejó influenciar por el fenómeno político francés, la ruptura con el tradicional artista que muestra lo que la monarquía y su aristocracia pretende. El mundo no está en orden, y eso pretende mostrar el nuevo arte, al mismo tiempo que propone un nuevo orden: El romanticismo. Allí donde el neoclasicismo propone una belleza ideal, el racionalismo, la virtud, la línea, el culto a la Antigüedad clásica y al Mediterráneo, el romanticismo se opone y promueve el corazón, la pasión, lo irracional, lo imaginario, el desorden, la exaltación, el color, la pincelada y el culto a la Edad Media y a las mitologías de Europa del norte.
Hacia mediados de siglo hay una vuelta, en cierta forma, al racionalismo como fuente de inspiración. El notorio desarrollo industrial provocado por la Revolución industrial, sus «efectos secundarios» y la frustración con los estímulos revolucionarios de 1848 llevan al artista a olvidarse del tema político y a centrarse en el tema social. El manifiesto realista comprende que la única fuente de inspiración en el arte es la realidad, no existe ningún tipo de belleza preconcebida más allá de la que suministra la realidad, y el artista lo que debe hacer es reproducir esta realidad sin embellecerla.
Los pintores paisajistas ingleses del romanticismo afianzarían las bases sobre las que más adelante trabajarían los impresionistas. De Turner los impresionistas tomarían su gusto por la fugacidad, sus superficies borrosas y vaporosas, el difuminado y la mezcla de colores intensos; pero desecharían el componente sublime, propio de la pintura romántica.
Hacia finales de siglo y comienzo del siglo XX se podía ver una gran variedad de vanguardias. El punto máximo del individualismo implicaba que cada artista debía promover su propia vanguardia, que afirmaba, de carácter universal y verdadero. El posimpresionismo, el puntillismo, el simbolismo pictórico, el expresionismo, el cubismo, el fovismo, el surrealismo, el futurismo darían cuenta de una sociedad que vive en la revolución por la revolución, la vanguardia por la vanguardia, la universalidad por la universalidad. Una sociedad donde los plazos son cada vez más pequeños, el ritmo cada vez más rápido.
Aunque rompió con la moderación armónica, el romanticismo no necesariamente funcionó como antítesis del clasicismo. Beethoven (1770-1827), que significó un nexo entre ambos estilos, desarrolló principios heredados de Haydn en término de contraste, al mismo tiempo que extendió temporalmente la forma sonata. Se retomó la tonalidad cromática ampliándola y llegando al extremo, en el posromanticismo, de suspenderla o creando tonalidad errante generalizada. También fue ampliado el tamaño de la orquesta llegando a extremos utópicos como el de Berlioz. En este siglo se gestaría el culto al pasado, particularmente a Bach y el barroco, por lo que se daría inicio a la interpretación como nueva rama. Hacia mediados de siglo también sería importante el papel del nacionalismo como búsqueda estética.
Hacia fin de siglo se gestaría el impresionismo, que buscaría su expresión en la ruptura con la tonalidad, buscando en la modalidad como forma búsqueda arcaizante. También se inspiraría en músicas «exóticas», particularmente en la música de gamelán. Rompería el contraste en favor de la homogeneidad incluso hasta llegar al concepto de música funcional, como es el caso de la pieza experimental de Erik Satie Música de mobiliario.
Mientras que el modalismo y escalismo del impresionismo influenciarían más tarde a los compositores modernistas, el interés por la música con mínimos contrastes influenciaría al minimalismo. El cromatismo posromántico, por el contrario, ejercería más influencia en el expresionismo, que desarrollaría el atonalismo libre y posteriormente el dodecafonismo.

## Avances y acontecimientos

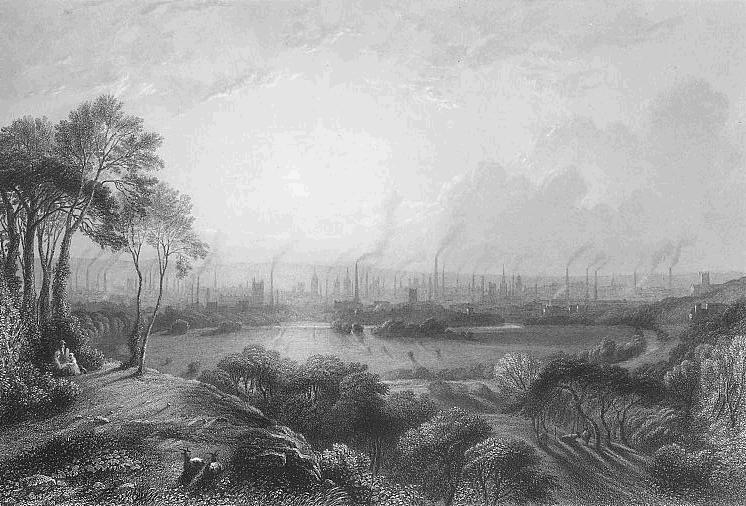
Mánchester, Inglaterra (llamada Cottonopolis), 1840, mostrando las chimeneas de las fábricas.

### Ciencia y tecnología
- La Primera Revolución Industrial provoca profundos cambios en la economía y la tecnología.

#### Avances en medicina
- Descubrimiento de la sepsis puerperal por Ignác Semmelweis.
- Identificación de los microorganismos como causantes de las enfermedades infecciosas, por Louis Pasteur y Robert Koch.
- Descubrimiento del hemoparásito Plasmodium causante de la malaria en 1880, por Charles Louis Alphonse Laveran.

#### Inventos
- Locomotora: Richard Trevithick, 1804.[7]
- Fotografía: Nicéphore Niepce, 1826.
- Vehículo eléctrico: Robert Anderson, entre 1832 y 1839 (el año exacto es incierto)[8]
- Anestesia: William Morton, 1846.
- Teléfono: Antonio Meucci, 1854.[9]
- Lámpara incandescente: Heinrich Göbel, 1854.
- Margarina: Hippolyte Mège-Mouriés, 1860.
- Dirigible: Solomon Andrews, 1863.
- Termómetro Clínico: Thomas Clifford Allbutt, 1866, los termómetros anteriores tardaban una o más horas en establecer la temperatura.
- Se inventa el sensor de temperatura de resistencia de platino.
- Dinamita: Alfred Nobel, 1866.
- Praxinoscopio: Émile Reynaud, 1877.
- Fonógrafo: Thomas Alva Edison, 1878.
- Fotófono: Alexander Graham Bell y Charles Sumner Tainter, 1880, permitía la transmisión de sonido por medio de una emisión de luz.
- Pastilla de jabón: William Hesketh Lever, 1884.
- Coca-Cola: John Stith Pemberton, 1886.
- Gramófono: Emile Berliner, 1888.
- Generador eléctrico: Nikola Tesla, 1888
- Avión: Clément Ader, 1890.
- Sistema de transferencia eléctrica: Nikola Tesla, 1892.
- Luminaria fluorescente: Nikola Tesla, 1893.
- Cinematógrafo: Hermanos Lumière, 1894, proyector cinematográfico.
- La radio: Nikola Tesla, 1894.
- Vitascopio: Thomas Alva Edison,1896.
- El radiocontrol: Nikola Tesla, 1898.
- La aspirina: Felix Hoffmann, 1899.
- Pasteurización: Louis Pasteur, 1864.
- Lente de Fresnel: Augustin Fresnel

#### Teorías
- Teoría de números: Carl Friedrich Gauss, 1801
- Teoría de la Evolución: Charles Darwin, 1859
- Teoría microbiana: John Snow, Luis Pasteur, Robert Koch y Joseph Lister.
- Teoría atómica: John Dalton, 1803
- Teoría Psicoanalítica: Sigmund Freud, 1896

#### Descubrimientos
- Efecto Edison: Thomas Alva Edison,  1883, paso de electricidad desde un filamento a una placa metálica dentro de un globo de lámpara incandescente.[10]
- Efecto Seebeck: Thomas Seebeck, 1821.
- Efecto Peltier: Jean Peltier, 1834.
- Efecto Thomson: William Thomson, 1851.
- Efecto Joule: James Prescott Joule, década de 1860.
- Carburo de calcio: Friedrich Wöhler
- Acetileno: Friedrich Wöhler
- Vanadio: Andrés Manuel del Río, México, 1800, lo llamó Eritonio.
- Primera Enzima (lipasa pancreática): Claude Bernard, 1848.
- Síndrome de Rokitansky.
- Descubrimiento del electrón (1897): Joseph John Thomson.
- Descubrimiento del cesio (1860): Gustav Kirchhoff.

### Guerras y revoluciones

El 3 de mayo en Madrid: Los fusilamientos en la montaña del Príncipe Pío.

- Guerras revolucionarias francesas (1789-1802)
- Guerras napoleónicas (1803-1815)
- Guerra de la Independencia Española (1808-1814)
- Guerras de Independencia Hispanoamericana (1808-1833)
- Revolución liberal de Oporto
- Independencia de México (1810-1821)
- Independencia de Perú (1821-1824)
- Independencia de Chile (1810-1818)
- Independencia de Argentina (1810-1816)
- Guerra de Independencia de Grecia (1821-1831)
- Revolución de 1830
- Independencia de Uruguay (1811-1830)
- Independencia de Colombia (1810-1819)
- Independencia de Venezuela (1810-1823)
- Independencia de Centroamérica (1821)
- Independencia de Brasil (1821-1824)
- Guerra Grande (1838-1851)
- Guerras del opio (1839-1842), (1856-1860)
- Independencia de la República Dominicana (1844)
- Intervención estadounidense en México (1846-1848)
- Primera guerra de la independencia italiana (1848)
- Revolución húngara de 1848
- Revoluciones de 1848
- Rebelión Taiping (1850-1864)
- Guerra de Crimea (1854-1856)
- Rebelión de la India de 1857 (1857-1858)
- Guerra Federal de Venezuela (1859-63)
- Segunda guerra de la independencia italiana (1859-61)
- Guerra de Secesión (1861-1865)
- Guerra franco-mexicana (1862-1867)
- Guerra de los Ducados (1864)
- Guerra de la Triple Alianza (1864-1870)
- Tercera guerra de la independencia italiana (1866)
- Guerra de las Siete Semanas (1866)
- Revolución de 1868
- Guerra franco-prusiana (1870)
- Comuna de París (1871)
- Guerra civil colombiana de 1876-1877 (1876-1877)
- Guerra del Pacífico (1879–1884)
- Guerra civil chilena de 1891 (1891)
- Primera guerra sino-japonesa (1894-1895)
- Guerra civil colombiana de 1895 (1895)
- Revolución liberal de Ecuador (1895)
- Guerra hispano-estadounidense (1898)
- Disolución del Shogunato Tokugawa

### Política

La Libertad guiando al pueblo, Eugène Delacroix, 1831.

- Nacimiento, ocaso y renacimiento de revoluciones liberales y burguesas.
- Desarrollo de los nacionalismos.
- Masacres hamidianas
- Inicia la vida republicana de Colombia.[11]

### Desastres
- Terremoto de Santiago del Estero de 1817
- Terremoto de Trancas de 1826
- Terremoto de Salta de 1844
- Terremoto de Mendoza de 1861
- Terremoto de Jujuy de 1863
- Terremoto de Orán de 1871
- Terremoto de Orán de 1874
- Terremoto de Granada de 1884
- Terremoto del Río de la Plata de 1888
- Terremoto de Recreo de 1892
- Terremoto de San Juan de 1894
- Terremoto de Catamarca de 1898
- Terremoto de Yacuiba de 1899
- Terremoto de La Rioja de 1899
- Terremoto de Arica de 1868
- Terremoto en Venezuela de 1812
- Terremotos en Venezuela de 1823, 1834, 1837, y 1849
- Terremotos en Venezuela de 1853, 1874, 1875, 1878, 1879 y 1888
- Gran hambruna irlandesa
- Se registra la mayor tormenta solar más potente jamás registrada, conocida como el Evento Carrington.
- Erupción del volcán indonesio "Tambora" en 1815 que produjo un año 1816 sin verano.
- Erupción del volcán indonesio "Krakatoa" en 1883
- Erupción del volcán indonesio "Galunggung" en 1822
- Erupción del volcán ecuatoriano "Cotopaxi" en 1887
- Erupción del volcán "Monte Tarawera" en Nueva Zelanda en 1886

### Cultura
- Beethoven compone su Sinfonía n.º 3 en Mi bemol mayor Opus 55 entre 1804 y 1806.
- Rodin esculpe El Pensador en 1881.
- Louis Le Prince filma la primera película de la historia, La Escena del Jardín de Roundhay (1888).
- Karl Marx ; Manifiesto Comunista (1848).

## Personas delsigloXIX
- Categoría:Personas del siglo XIX